# 淞滨琐话
《淞滨琐话》是由清朝作家王韬著于光绪丁亥（1887年）年间的短篇小说集。体裁和题材都仿照蒲松龄《聊斋志异》，因此有的版本名为《后聊图说》。《淞隐漫录》偏重于人事，描写狐鬼和鸟兽虫鱼的篇幅不多，《淞滨琐话》侧重狐鬼和鸟兽虫鱼。
- 《淞滨琐话》共十二卷。

《自序》
卷一《李延庚》、《倪幼蓉》等五篇。
卷二《魏月波》、《卢双月》等五篇。
卷三 《柳青》、《邱小娟》等六篇。
卷四 《沈兰芬》、《皇甫更生》等五篇。
卷五  《乐国记游》、《刘大复》等六篇。
卷六《萧仙》、《水仙子》等六篇。
卷七 《粉城公主》、《校书》等四篇。
卷八 《杨连史》、《罗浮》等五篇。
卷九 《朱素芳》等五篇。
卷十 《徐太史》、《玉香》等四篇。
卷十一 《记双烈》、《珠江花房记》等五篇。=
卷十二 《沪上词场竹枝词》等五篇。